# Фоче (Анкона)
Фоче је насеље у Италији у округу Анкона, региону Марке.
Према процени из 2011. у насељу је живело 19 становника. Насеље се налази на надморској висини од 362 м.